# Морж (град)
Морж (фр. Morges, итал. Morges) је град у југозападној Швајцарској. Морж је значајан град у оквиру кантона Во, где је седиште истоименог округа Морж.

## Природне одлике
Морж се налази у југозападном делу Швајцарске. Од најближег већег града, Лозане, град је удаљен 15 км западно, а од главног града, Берна град је удаљен 120 км југозападно.
Рељеф: Морж је смештен у северној обали Леманског језера, на приближно 370 метара надморске висине. Западно од града издиже се планина Јура.
Клима: Клима у Моржу је блажи облик умерено континенталне климе због утицаја језера и положаја града на јужним падинама, које га штите од хладних утицаја севера.
Воде: Морж је смештен на северној обали Леманског језера.

## Историја
Подручје Моржа је било насељено још у време праисторије, а у доба антике било је део Старог Рима.
Први помен насеља под данашњим именом везује се за годину 1288. 
Током 19. века Морж постаје знчајније место, па се почиње нагло развијати и јачати привредно. Ово благостање се задржало до дан-данас.

## Становништво
2010. године Морж је имао близу 15.000 становника, од чега страни држављани чине 32,8%.
Језик: Швајцарски Французи чине већину града и француски језик преовлађује у граду (82,3%). Досељавањем досељеника из других земаља становништво Моржа је постало веома шаролико, па се на улицама града чују бројни други језици, попут немачког (4,2%) и италијанског (4,0%).
Вероисповест: Месно становништво је прихватило калвинизам у 16. веку. Данас протестанти чине релативну већину становништва Моржа (38,4%). Међутим, последњих деценија у Моржу се знатно повећао удео других вера, посебно римокатолика (34,8%). Прате их атеисти (13,1%) и православци (4,4%).

## Збирка слика
- Приобаље Леманског језера
- Главна пешачка улица Моржа
- Главна градска црква
- Замак у Моржу